# سهره سیرای مویه‌گر
سهره سیرای مویه‌گر یا سهره سیرای سوگوار (نام علمی: Rhopospina fruticeti) گونه‌ای از پرندگان آمریکای جنوبی از خانواده فرخندگان و تنها عضو از سردهٔ Rhopospina است.
در آرژانتین، بولیوی، شیلی و پرو یافت می‌شود. این گونه یک سرگردان به جزایر فالکلند و برزیل است. زیستگاه‌های طبیعی آن درختچه‌زارهای نیمه‌گرمسیری یا استوایی خشک و بوته‌زارهای نیمه‌گرمسیری یا گرمسیری با ارتفاع زیاد است.